# ريموند إل. رودريجيز
ريموند إل. رودريجيز (من مواليد 1947) هو أستاذ أمريكي في علم الأحياء، متخصص في علم الأحياء الجزيئي وعلم الجينوم والتقانة الحيوية. تشمل اهتماماته البحثية الحالية تفاعلات النظام الغذائي مع الجينوم، والمستحضرات الصيدلانية المصنوعة من النباتات، ومحور الغذاء/الدماغ. رودريجيز هو أيضًا مخترع ورجل أعمال. ساعدت أبحاثه في جامعة كاليفورنيا، سان فرانسيسكو في سبعينيات القرن العشرين في إرساء الأساس لصناعة التقانة الحيوية. كما أنه يحمل العديد من براءات الاختراع الأمريكية. وهو يشارك في البرامج التي تعزز التنوع والمساواة والإدماج للنساء والأقليات غير الممثلة في تخصصات العلوم والتكنولوجيا والهندسة والرياضيات.

## الحياة المبكرة والتعليم
ولد رودريجيز، وهو ابن لعمال مزارع مهاجرين، عام 1947 في فريسنو، كاليفورنيا، ونشأ في سان جواكين وكيرمان، كاليفورنيا. وفي عام 1965 تخرج من مدرسة اتحاد كرمان الثانوية. بعد تخرجه من كلية فريسنو سيتي، وحصل على درجة البكالوريوس في العلوم في علم الأحياء من جامعة ولاية كاليفورنيا في فريسنو في عام 1969 وفي العام التالي التحق ببرنامج الدكتوراه في جامعة كاليفورنيا (سانتا كروز). تحت إشراف الأستاذ سيدريك دافيرن. أنتج رودريجيز أدلة شعاعية مرئية للتكرار ثنائي الاتجاه لكروموسوم الإشريكية القولونية. أثناء دراسته في مرحلة الدراسات العليا بجامعة كاليفورنيا سانتا كروز، وحصل رودريجيز على زمالة بحثية من مؤسسة فورد في عام 1973.

## أبحاث ما بعد الدكتوراه
بعد حصوله على درجة الدكتوراه في عام 1974، حصل رودريجيز على زمالة ما بعد الدكتوراه من جيانيني اماديو للعمل مع الأستاذ هربرت بوير في قسم علم الأحياء الدقيقة في المركز الطبي بجامعة كاليفورنيا في سان فرانسيسكو. في مختبر بوير، تعاون رودريجيز مع زميل ما بعد الدكتوراه، فرانسيسكو بوليفار زاباتا (باكو)، لبناء ناقلات استنساخ أكثر كفاءة. قاموا معًا ببناء جزيء حمض نووي ريبوزي منقوص الأكسجين الدائري المتكاثر ذاتيًا والمكون من 4361 زوجًا من القواعد، pBR322، وهو أول ناقل استنساخ جزيئي عام الغرض معتمد من قبل المبادئ التوجيهية لمعاهد الصحة الوطنية. يشير الاختصار "pBR322" إلى البلازميد "p" الذي بناه بوليفار ورودريجيز "BR"، وهو آخر مستعمرة "322" محولة يتم فحصها بحثًا عن البلازميد pBR322. تم الاستشهاد بالمنشور الصادر عام 1977 والذي يصف بناء pBR322 أكثر من 6000 مرة. بعد فترة وجيزة من صدور موافقة معاهد الصحة الوطنية عليه، تم استخدام pBR322 لاستنساخ والتعبير عن أول جين تم تصنيعه كيميائيًا للهرمون الببتيدي البشري، السوماتوستاتين. في العام التالي، استخدم الباحثون في جامعة هارفارد بروتين pBR322 لاستنساخ وتعبير البروإنسولين لدى الفئران. مكن العثور على المكونات الرئيسية لـ pBR322 في العديد من ناقلات البلازميد الأخرى، وخاصة بلازميدات pUC التي صممها وبناها البروفيسور خواكيم ميسينغ.
في عام 1976 حصل رودريجيز على زمالات من المعهد الوطني للسرطان وبرنامج زمالة ما بعد الدكتوراه لرئيس جامعة كاليفورنيا لدعم أبحاث وتطوير ناقل البلازميد.

## المسيرة العملية
في عام 1977، انضم رودريجيز إلى هيئة التدريس في جامعة كاليفورنيا ديفيس، قسم علم الأحياء الجزيئي والخلوي (قسم علم الوراثة سابقًا). حيث قام بتطوير ناقلات استنساخ متخصصة للمحفز والمسبار لفهم تنظيم النسخ البكتيري بشكل أفضل. في عام 1998 حصل على جائزة الخدمة المتميزة من كلية العلوم الزراعية والبيئية بجامعة كاليفورنيا ديفيس، وفي وقت لاحق حصل على جائزة المستشار الأكاديمي المتميز (1992) وجائزة مبادئ المجتمع (2012) من كلية العلوم البيولوجية بجامعة كاليفورنيا ديفيس.
في عام 1990، بصفته عضوًا في مجموعة الخرائط الفيزيائية، اكتسب رودريجيز خبرة في علم الجينوم من خلال المشاركة في استنساخ ورسم خريطة جين APOE البشري على الكروموسوم 19 في مختبر لورانس ليفرمور الوطني، وبعد ذلك بوقت قصير أنشأ منظمة جينوم رايس الدولية، وهي منظمة مخصصة لخبراء الجينوم والزراعة لتطوير استراتيجية لتسلسل جينوم الأرز. واستخدمت هذه الاستراتيجية لاحقًا وزارة الزراعة والغابات ومصائد الأسماك اليابانية. صدرت المسودة الأولى لجينوم الأرز في 5 أبريل 2002.
في يناير 2003، تلقى رودريجيز أموالاً من المعهد الوطني لصحة الأقليات والتفاوتات الصحية لإنشاء مركز للتميز في علم الجينوم الغذائي. كان المركز عبارة عن جهد تعاوني مع معهد أبحاث مستشفى الأطفال في أوكلاند. شغل رودريجيز منصب مدير المركز حتى عام 2009.
من عام 2007 إلى عام 2008، ترأس لجنة الزوار لمديرية العلوم البيولوجية التابعة للمؤسسة الوطنية للعلوم، وأبحاث جينوم النبات، ومراجعة البرنامج لمدة ثلاث سنوات، والتي قامت بتقييم تأثير تسلسل جينوم النبات على أبحاث علم الأحياء النباتية.
في عام 2008 كان رودريجيز محاضرًا متميزًا في وزارة الزراعة الأمريكية-خدمة البحوث الزراعية في مركز بلتسفيل.
في عام 2009، حصل رودريجيز على الدكتوراه الفخرية في العلوم من معهد نارا للعلوم والتقنية، نارا، اليابان.
في عام 2010، قام رودريجيز، بمساعدة البروفيسور سومين ناندي، بتشكيل مبادرة قلوبال هيلث شير (بالإنجليزية: Global HealthShare (GHS))، وهي مبادرة للتواصل ونشر المعرفة. وبصفته المدير التنفيذي للمبادرة، ونائب رئيس هيومانتي بيوند باريرز (بالإنجليزية: Humanity Beyond Barriers)، ساعد في تنظيم مشاريع صحية دولية في الهند، وبنجلاديش، ورواندا.
في عام 2012، قامت وكالة مشاريع الأبحاث الدفاعية المتقدمة داربا بتمويل رودريجيز لتصميم إنزيم البوتيريل كولينستريز البشري المصنوع من النباتات، وهو إنزيم يستخدم لعلاج آثار عوامل الحروب الكيميائية، مثل غاز السارين. وباستخدام تخمير خلايا الأرز المحولة عن طريق الجين البشري، وجد أن الإنزيم المصنوع من النبات كان فعالاً مثل الجين المستمد من الإنسان في تحييد السارين.
في عام 2015، تمت دعوته كمقدم إلى مجلس مستشاري الرئيس للعلوم والتقنية.
في عام 2018، حصل رودريجيز على جائزة الخريج المتميز من جامعة ولاية فريسنو، كلية العلوم والرياضيات وتم تعيينه أستاذًا متميزًا للأبحاث التعاونية في جامعة أوساكا.
في عام 2019، أدار رودريجيز مشروع تعاون بحثي متعدد التخصصات يضم جامعة كاليفورنيا، ديفيس، وجامعة أوساكا، وشركة كيرين القابضة، اليابان، لاستخدام تخمير الخلايا النباتية لإنتاج عوامل نمو بشرية آمنة وفعالة وبأسعار معقولة لعلاج الخلايا الجذعية.
في 16 يونيو 2021، منحته جامعة أوساكا درجة فخرية تقديراً لمساهماته "في بناء العلاقة بين الجامعتين، وتعزيز التبادل التعليمي، وأداء الأنشطة التعليمية والبحثية".

## الاكتشافات والإنجازات البحثية
بصفته أستاذًا مساعدًا في قسم علم الوراثة بجامعة كاليفورنيا ديفيس، نشر رودريجيز مجلدين محررين بعنوان "المحفزات: البنية والوظيفة" في عام 1982 مع إم جيه تشامبرلين و"النواقل: دراسة استقصائية لنواقل الاستنساخ الجزيئي" في عام 1987 مع دي تي دينهاردت. خلال هذه الفترة، قام رودريجيز بتطوير أول دورة تدريبية في مختبر الاستنساخ الجزيئي للطلاب الجامعيين وطلاب الدراسات العليا. وقد رافق الدورة دليل مختبري بعنوان "تقنيات الحمض النووي المؤتلف: مقدمة" شارك في تأليفه الدكتور روبرت سي تايت.
بالإضافة إلى أبحاثه وتطويره للناقلات البلازميدية، قام رودريجيز أيضًا بتطوير برنامج بحثي لفهم العمليات الفسيولوجية والجزيئية للأرز. قام رودريجيز بدراسة البيولوجيا الجزيئية لأنظمة جينات الأرز المرتبطة بإنبات البذور. وقد أسفر هذا البحث عن استنساخ وتسلسل عائلة الجينات المتعددة ألفا أميلاز الأرز. كانت إحدى نتائج هذا البحث استخدام محفزات جين ألفا أميليز للتعبير عن البروتينات البشرية في خلايا الأرز المعدلة وراثيًا.
وبصفته المدير التنفيذي لمركز التميز لعلم الجينوم الغذائي، قام رودريجيز بتنسيق الأنشطة البحثية لأكثر من 50 من أعضاء هيئة التدريس الباحثين والأطباء وزملاء ما بعد الدكتوراه وطلاب الدراسات العليا للتحقيق في تفاعلات النظام الغذائي مع الجينات. نشر باحثو المركز أكثر من 200 مطبوعة بحثية ومجلدين حول تفاعلات النظام الغذائي والجينات وعلاقتها بصحة الإنسان والمرض. وشملت هذه الندوات، علم الجينوم الغذائي: اكتشاف الطريق إلى التغذية الشخصية مع الدكتور جيم كابوت وعلم الجينوم الغذائي: تأثير التنظيم الغذائي لوظيفة الجينات على الأمراض البشرية مع الأستاذ واين بيدلاك.

## التنوع والشمول والمساواة

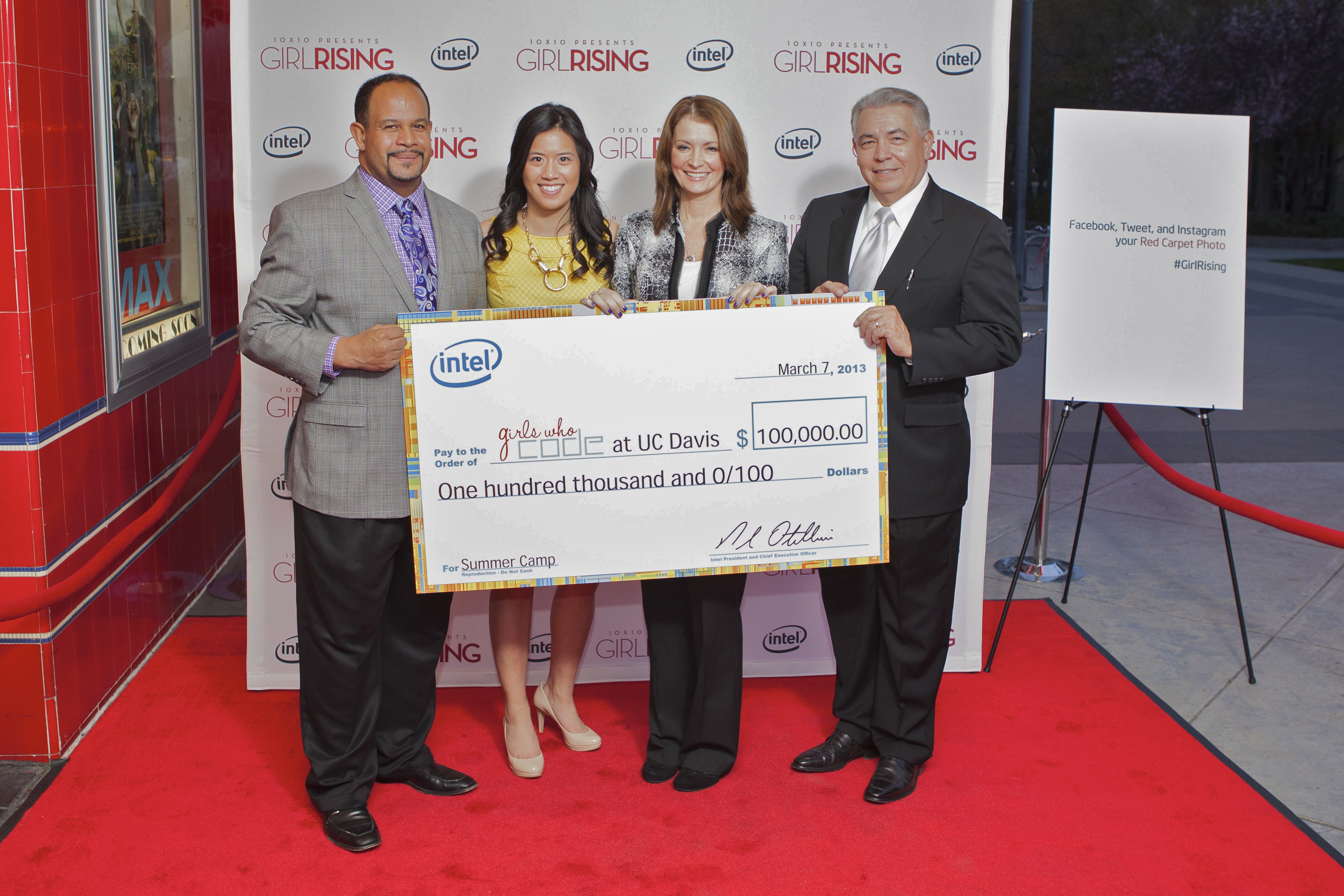

طوال مسيرته المهنية، قدم رودريجيز فرصًا تعليمية وبحثية للأقليات العنصرية/الإثنية والنساء في مجالات العلوم والتكنولوجيا والهندسة والرياضيات. من عام 1980 إلى عام 1994، قدم تجارب بحثية لطلاب الدراسات العليا والنساء من مختلف جامعات ولاية كاليفورنيا، وبرامج NIH MBRS/MARC، وجامعات وكليات سوداء تاريخية مختارة في جميع أنحاء الولايات المتحدة. من عام 1990 إلى عام 1993، شغل رودريجيز منصب العميد المساعد في مكتب الدراسات العليا بجامعة كاليفورنيا ديفيس. ثم قام بتنظيم برنامج "أساتذة المستقبل"، وهو برنامج إرشادي للطلاب الخريجين المتنوعين ذوي الأداء العالي المهتمين بالوظائف الأكاديمية. من عام 2001 إلى عام 2002، شغل رودريجيز منصب عضو ثم رئيس المجلس الاستشاري للمعهد الوطني لصحة الأقليات والتفاوتات الصحية. من عام 2005 إلى عام 2016، عمل رودريجيز كعضو في برنامج بناء المهن البحثية متعددة التخصصات في صحة المرأة في المركز الطبي بجامعة كاليفورنيا ديفيس. في عام 2016، كان عضوًا في اللجان الاستشارية والتوجيهية الداخلية لبرنامج التعليم البحثي لمرحلة ما بعد البكالوريوس التابع للمعاهد الوطنية للصحة في جامعة كاليفورنيا ديفيس. من عام 2012 إلى عام 2017، عمل رودريجيز كباحث رئيس مشارك وعضو في برنامج ان اس اف ايفانس (بالإنجليزية: NSF ADVANCE) / كامبوس (بالإنجليزية: CAMPOS) المصمم لزيادة عدد أعضاء هيئة التدريس من النساء في أقسام العلوم والتكنولوجيا والهندسة والرياضيات في جامعة كاليفورنيا ديفيس. في عام 2013، حصل رودريجيز على تمويل من شركة إنتل لتنظيم أول دورة صيفية لتعليم الفتيات البرمجة في حرم جامعي.

## منشورات مختارة
- Rodriguez, R.L., M.S. Dalbey and C.I. Davern. 1973. Autoradiographic evidence for bidirectional DNA replication in E. coli. J. Mol. Biol. 74:599–604.
- Bolivar, F., R.L. Rodriguez, P.J. Greene, M.C. Betlach, H.L. Heyneker, Boyer H.W. Crosa, J.H. S. Falkow. 1977. Construction and characterization of new cloning vehicles. II. A multipurpose cloning system. Gene, 2:95.
- Neve, R.L., R.W. West and R.L. Rodriguez. 1979. Eukaryotic DNA fragments which act as promoters for a plasmid gene. Nature 277:324–325.
- West, R.W., Jr. and R.L. Rodriguez. 1980. Construction and characterization of E. coli promoter-probe plasmid vectors. II. RNA polymerase binding studies on antibiotic-resistance promoters. Gene. 9:175–193.
- Goldfarb, D.S., R.H. Doi and R. L. Rodriguez. 1981. Expression of Tn9-derived chloramphenicol resistance in Bacillus subtilis. Nature 293:309–311.
- Goldfarb, D.S., R.L. Rodriguez and R.H. Doi. 1982. Translational block to expression of the E. coli Tn9-derived chloramphenicol-resistance gene in Bacillus subtilis Proc. Natl. Acad. Sci. USA. 79:5886–5890.
- Karrer, E.E. and Rodriguez, R.L. 1992. Metabolic regulation of rice alpha-amylase and sucrose synthase genes in planta. The Plant Journal, 2(4):517–523.
- Huang, N., Stebbins, G.L. and Rodriguez, R.L. 1992. Classification and evolution of alpha-amylase genes in plants. Proc. Natl. Acad. Sci. USA, 89:7526–7530.
- Mitsunaga, S., Rodriguez, R.L. and Yamaguchi, J. 1994. Sequence-specific interactions of a nuclear protein factor with the promoter of a rice gene for alpha-amylase, RAamy3D.. Nucl. Acids Res. 22:1948–1953.
- Itoh, K., Yamaguchi, J. Huang, N., Rodriguez, R.L., Akazawa, T. and Shimamoto, K. 1995. Developmental and Hormonal Regulation of Rice -Amylase (RAmy1A)-gusA Fusion Genes in Transgenic Rice Seeds. Plant Physiol. 107: 25–31.
- Terashima, M., Murai, Y., Kawamura, M., Nakanishi, S., Stoltz, T. Chen, L., Drohan, W., Rodriguez, R.L. and Katoh, S. 1999. Production of functional human alpha-1-antitrypsin in plant cell culture. Applied Microbial Biotechnology. 52:516-516.
- Galvez, A.F., Huang, L., Magbanua, M.M.J. Dawson, K. R. L. Rodriguez. 2011. Differential Expression of Thrombospondin (THBS1) in Turmorigenic and Nontumorigenic Prostate Epithelial Cells in Response to a Chromatin-Binding Soy Peptide. Nutrition and Cancer 63(4):623–636.
- Alkanaimsh, S., Karuppanan, K., Guerrero, A., Tu, A., Hashimoto, B., Hwang, M-S, Phu, M., Arzola, L., Lebrilla, C., M. Dandekar, A., Falk, B.W., Nandi, N., Rodriguez, R.L., and McDonald, K. 2016. Transient Expression of Tetrameric Recombinant Human Butyrylcholinesterase in Nicotiana benthamiana. Frontiers in Plant Science,16:7:743.
- Chiu, S-C, Chao, C-Y, Chiang, E-P, I., Syu, J-N, Rodriguez, R.L., Tang, F-T, 2017. N-3 polyunsaturated fatty acids alleviate high glucose-mediated dysfunction of endothelial progenitor cells and prevent ischemic injuries both in vitro and in vivo. J. Nutr. Biochem. 42:172–181.
- Rodriguez. R.L., Albeck, J.G., Taha, A.Y., Ori-McKenney, K.M., Recanzone, G.H., Stradleigh, T.W., Hernandez, B.C., Nord, A.S., Tang, F-Y, Chiang, E-P and Cruz-Orengo, L. 2017. Impact of Diet-derived Signaling Molecules on Human Cognition: Exploring the Food-Brain Axis. npj Science of Food, 1:1–11.
- Jaggers, G.K., Watkins, B. A., and R. L. Rodriguez. 2020. Nutrition Research, COVID-19: repositioning nutrition research for the next pandemic, 18:1–6.